# جورج أوبراين
جورج أوبراين (بالإنجليزية: George O'Brien)‏ (22 نوفمبر 1935 بدنفيرملين في المملكة المتحدة - ) هو لاعب كرة قدم بريطاني في مركز مهاجم داخلي. لعب مع دونفرملين أثلتيك وليدز يونايتد ونادي ساوثهامبتون ونادي ليتون أورينت ونادي ألدرشوت.

## وصلات خارجية
- جورج أوبراين على موقع قاعدة بيانات كرة القدم.إي يو (الإنجليزية)